# Brzeszczotek czarnoplamy
Brzeszczotek czarnoplamy (Chitala chitala) – gatunek słodkowodnej ryby kostnojęzykokształtnej z rodziny brzeszczotkowatych (Notopteridae).

## Występowanie
Zasięg tego gatunku jest ograniczony do Azji południowo-wschodniej wraz z subkontynentem indyjskim. Odnotowano jego występowanie w takich krajach jak Pakistan, Indie, Bangladesz, Nepal, Birma, Indonezja, Kambodża, Malezja i Tajlandia. Jest szeroko rozprzestrzeniony w zachodnich i wschodnich Himalajach. W znacznej części zasięgu (Pakistan, Bangladesz, Indie i Nepal) liczebność populacji wyraźnie spadła z powodu zanieczyszczenia środowiska oraz przełowienia.
Zamieszkuje wody słodkie, w szczególności większe rzeki, ale spotykany jest również na bagnach, w jeziorach, stawach i kanałach. Występuje gromadnie, przez co stanowi łatwą zdobycz.

## Budowa ciała

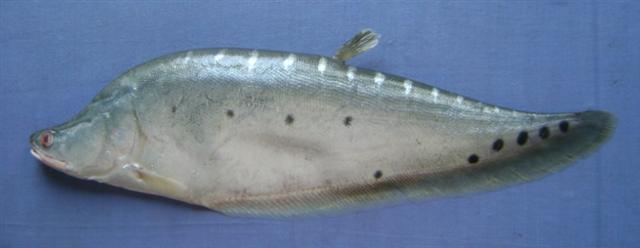
Chitala chitala

Kształt ciała „nożowaty”, typowy dla brzeszczotkowatych. Płetwa odbytowa jest połączona z ogonową. Ubarwienie srebrzyste.
Problematyczną kwestią jest obecność lub brak rzędu czarnych, kolistych plam położonych po bokach ciała, nad nasadą płetwy odbytowej i przy nasadzie ogona, oraz obecność lub brak poprzecznych złocistych lub srebrzystych pasów na grzbiecie. Do czarnych plam na bokach ciała nawiązuje polska nazwa zwyczajowa gatunku. Według T. R. Robertsa, Chitala chitala jest jedynym gatunkiem w rodzinie brzeszczotków, na grzbiecie którego występują złociste lub srebrzyste pasy (u osobników niemłodocianych), ale cecha ta nie zawsze występuje. Ten sam autor uważa, że  C. chitala od pokrewnego C. ornata odróżnia brak kolistych plam, a od C. blanci i C. lopis brak czarnej plamy u podstawy płetwy piersiowej.

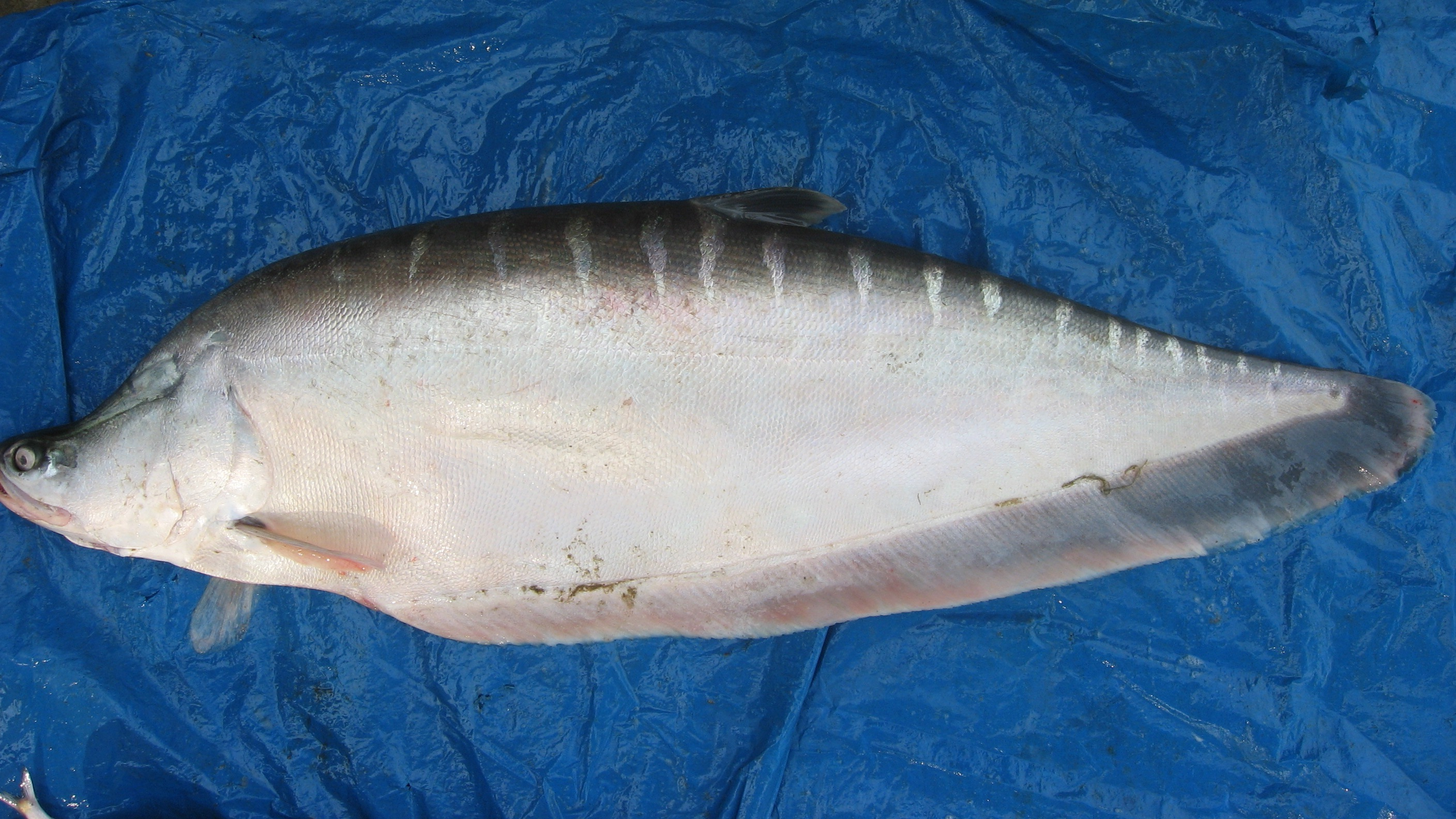
Osobnik bez czarnych plam, z widocznymi poprzecznymi pasami na grzbiecie

Dokładne badania morfometryczne przeprowadzone w Indiach wykazały, że zarówno obecność oraz liczba czarnych plam, jak i poprzecznych pasów u  C. chitala nie jest cechą stałą. Może to być uzależnione od kilku czynników, w tym od stadium rozwoju ryby, cech genetycznych i warunków środowiskowych (parametrów siedliska, stopnia zanieczyszczenia itp.). Autorzy badania uznali, że w celu wyciągnięcia wniosków konieczne jest przeprowadzenie dokładniejszych badań nad mechanizmem pigmentacji u tego gatunku.
Brzeszczotek czarnoplamy dorasta do ponad 100 cm długości (122 cm SL), przeciętna długość standardowa to około 75 cm. Masa ciała dorosłych osobników sięga 3,5 kg. Brzeszczotek czarnoplamy nie wytwarza prądu elektrycznego.

## Biologia i ekologia
Żywi się owadami wodnymi, mięczakami, krewetkami i rybami. Tarło odbywa raz w roku, pomiędzy majem a sierpniem. Samice składają ikrę na twardym podłożu, zwykle w zatopionych pniach drzew, a następnie odpływają. Opiekę nad zapłodnioną ikrą i wylęgiem podejmują samce – wachlują jaja ogonem, aby zapewnić im dopływ tlenu, oraz bronią je przed drapieżnikami.

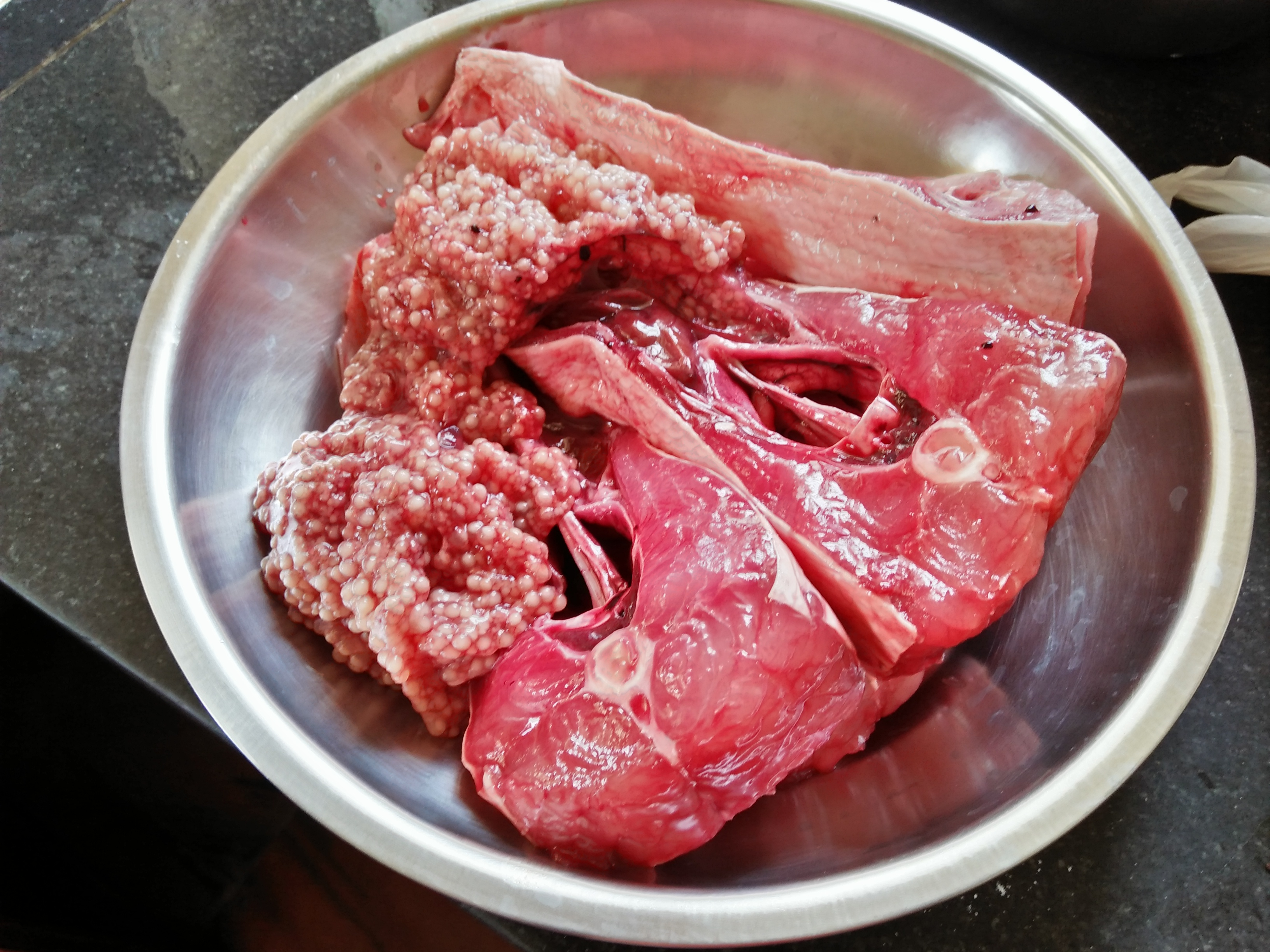
Mięso i ikra brzeszczotka czarnoplamego

## Znaczenie gospodarcze
Brzeszczotek czarnoplamy ma lokalne i umiarkowane znaczenie w rybołówstwie. Poławiany jest przez wędkarzy oraz jako ryba akwariowa. Jego mięso jest cenione za dobry smak. Hodowlę tego gatunku w celach konsumpcyjnych podjęto w Indiach.

## Zagrożenia i ochrona
Pod koniec XX wieku stwierdzono, że populacja tego gatunku zmniejszyła się o ponad 50% na przestrzeni 10 lat. Do największych zagrożeń w Indiach należą zanieczyszczenie środowiska i przełowienie. Dane z pozostałych obszarów zasięgu nie są dostępne.